# Вершиніно (Черняховський район)
Вершиніно (рос. Вершинино) — селище Черняховського району, Калінінградської області Росії. Входить до складу Свободненського сільського поселення.
Населення —  28 осіб (2015 рік). 

## Населення
| 2002 | 2010 |
| ---- | ---- |
| 49   | ↘28  |